# Конопелька (приток Пахры)
Конопелька — река в Московской области России, правый приток Пахры. Протекает по территории городских округов Подольск и Домодедово.
Берёт начало в 3 км к востоку от платформы Весенняя Курского направления Московской железной дороги, впадает в Пахру в 40 км от её устья по правому берегу, в 2 км выше деревни Заболотье.
Длина — 13 км, площадь водосборного бассейна — 49,7 км². Равнинного типа. Питание преимущественно снеговое. Замерзает обычно в середине ноября, вскрывается в середине апреля:7—8. Долина реки очень живописна, особый интерес туристов вызывает верхнее течение реки. На реке расположены деревни Коледино, Бережки, Поливаново (где река перекрыта небольшой плотиной с прудом), Чулпаново и Жуково и Крюково.
По данным Государственного водного реестра России, относится к Окскому бассейновому округу. Речной бассейн — Ока, речной подбассейн — бассейны притоков Оки до впадения Мокши, водохозяйственный участок — Пахра от истока до устья.